# هاورد والدرب
هاورد والدرب (بالإنجليزية: Howard Waldrop)‏‏ (15 سبتمبر 1946 في هيوستن - ) روائي، وكاتب، وكاتب خيال علمي من الولايات المتحدة.

## روابط خارجية
- هاورد والدرب على موقع IMDb (الإنجليزية)